# Hrad přechodného typu

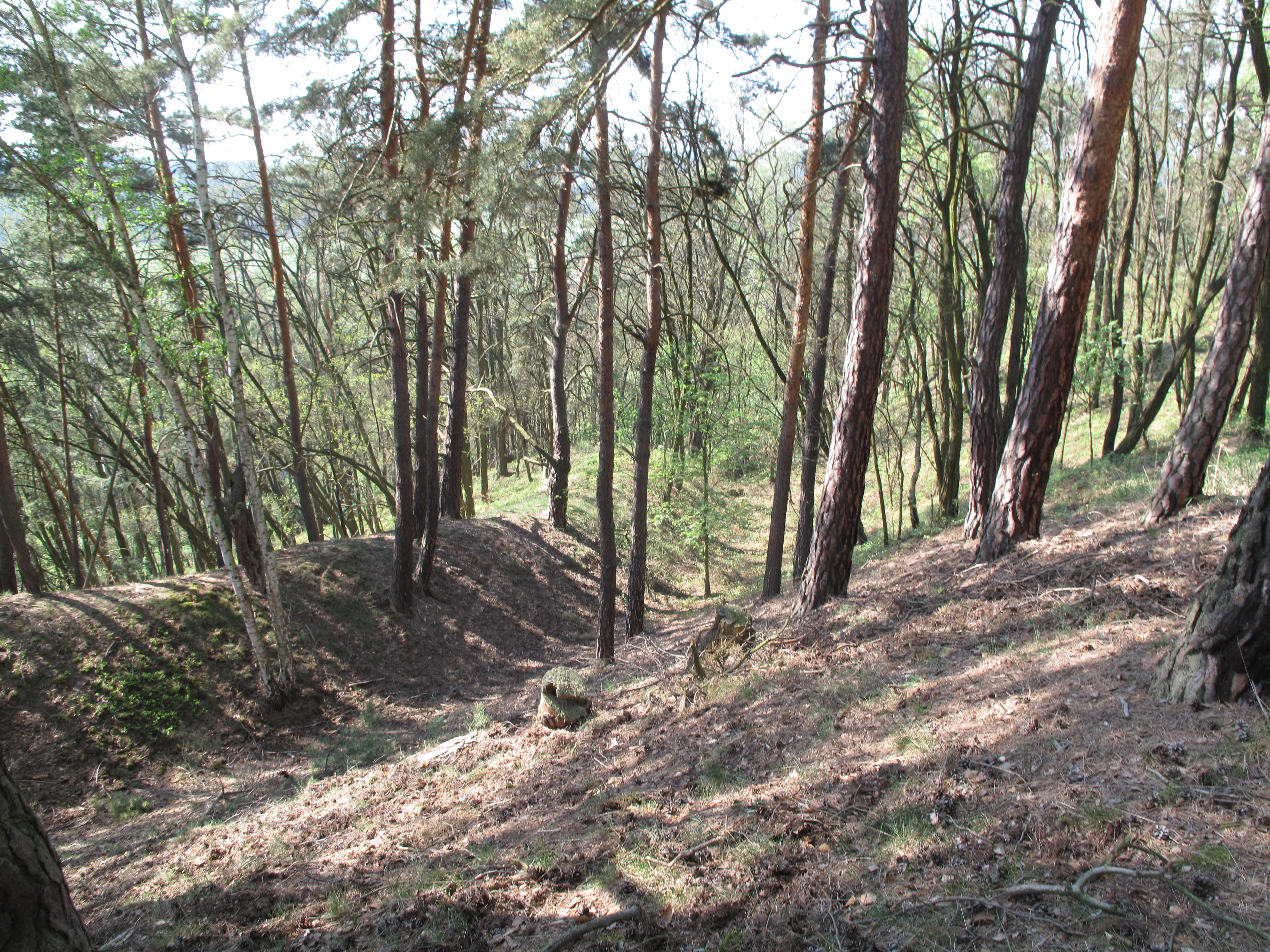
Valové opevnění Hlavačova u Rakovníka

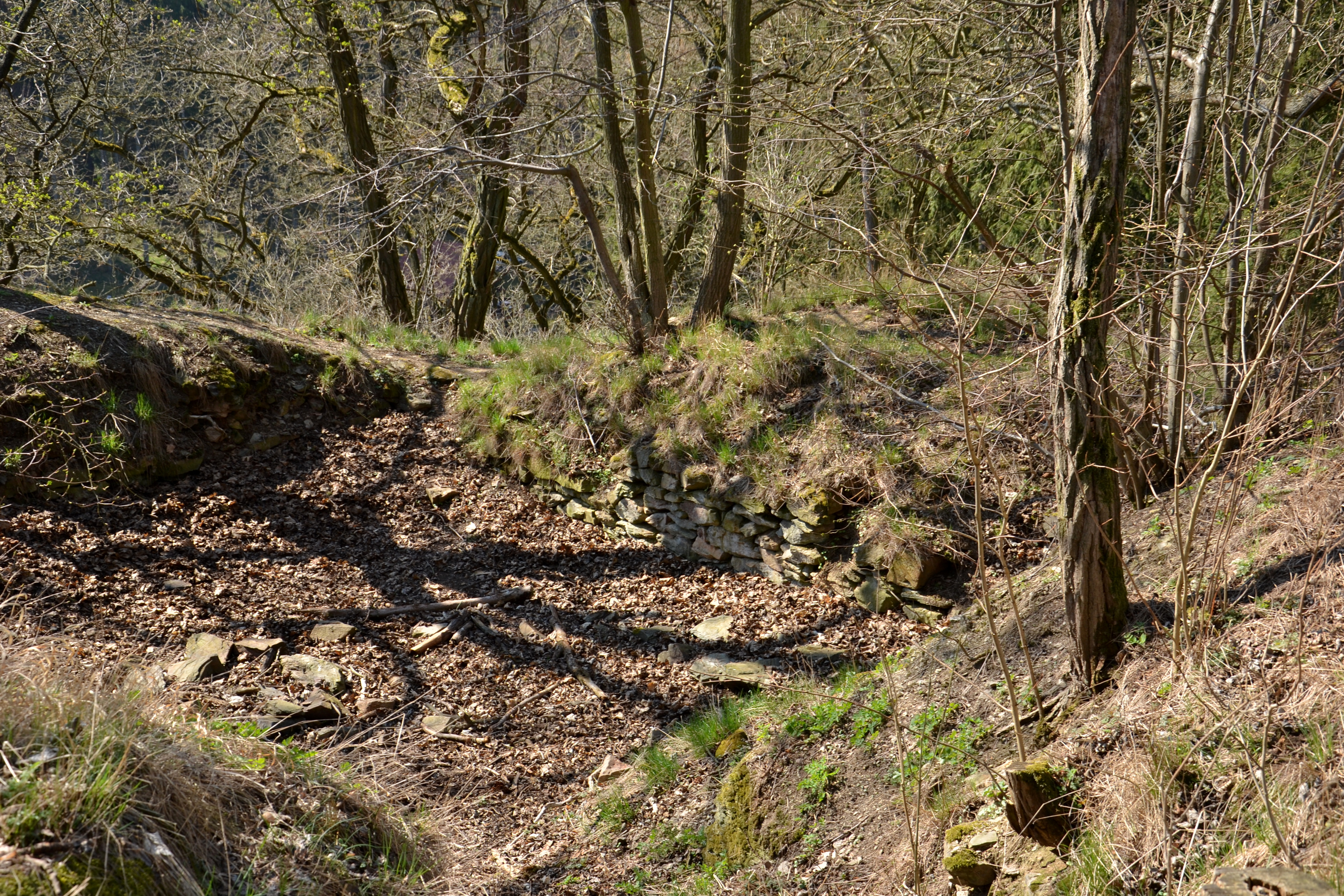
Hlavním objektem v předhradí Angerbachu byla zemnice

Hrad přechodného typu je druh hradu budovaný v Čechách ve třináctém století. Jeho stavební podoba vychází z tradice starších hradišť, ale zároveň se v ní objevují prvky vrcholně středověkých hradů. Hrady přechodného typu definoval na základě archeologických výzkumů Tomáš Durdík v sedmdesátých a osmdesátých letech dvacátého století.

## České hrady ve 13. století
V první třetině třináctého století tvořila základní mocenskou oporu panovníka síť raně středověkých hradů – hradišť, zatímco vrcholně středověké hrady představovaly nepočetnou skupinu individuálně řešených opevněných objektů. Zakladatelem sítě královských hradů byl zejména král Václav I. a dokončil ji Přemysl Otakar II. Podle Dobroslavy Menclové byly české hrady ve třináctém století stavěny podle zahraničních vzorů, ale novější výzkumy ukázaly, že i přes kontakty se západoevropským stavitelstvím navázala část staveb na českou tradici hradišť.
Základním dispozičním typem královských hradů se staly hrady s obvodovou zástavbou doplněné hrady přechodného typu, ze zahraničí importovanými francouzskými kastely a později také středoevropskými kastely upravenými pro staveniště v pravidelně parcelovaných městech.

## Hrady přechodného typu
Hradním typem, který navázal na starší hradiště, byl hrad přechodného typu. Z hradištní tradice převzal valové opevnění tvořené kamennou zdí z nasucho kladených či maltou spojovaných kamenů, která zpevňovala čelní stranu sypaného valu bez vnitřní konstrukce. Korunu valu mohla chránit parapetní zídka nebo lehčí opevnění typu palisády. Na rozdíl od hradišť mohly být hradní stavby zapojeny do obvodového opevnění, a kromě obytné funkce tak plnily také funkci obrannou. Příkladem je palác na Angerbachu postavený z hrázděného zdiva s dřevěnou konstrukcí vyplněnou břidlicí. Mezi další stavby mohly patřit věže (Tachov), zemnice (Angerbach) nebo kaple (Týnec nad Sázavou). Kromě hrázděného zdiva se používaly všechny dobové stavební technologie, tj. zdivo spojované maltou nebo bez malty, kůlové a roubené konstrukce a známé je i využití cihel.
Hrady přechodného typu ve své době představovaly plnohodnotné a v některých případech významné objekty. Patřily ke generaci nejstarších královských hradů a jejich vznik si vynutila potřeba rychlé výstavby opěrných mocenských bodů. Použitý způsob opevnění vyžadoval náročnou údržbu, rychle zastarával, a proto panovník ve druhé polovině třináctého století od stavby hradů přechodného typu ustoupil, ale z uvedené doby pochází šlechtické variace jakými jsou nejspíše Vimberk nebo Budětice.
Existenci hradů přechodného typu odmítl v roce 1982 profesor Lubomír Konečný a v roce 2005 historik Vladislav Razím.

## Seznam hradů přechodného typu

### Archeologicky zkoumané lokality
- Hlavačov u Rakovníka
- Angerbach
- Tachov
- Týnec nad Sázavou

### Předpokládané lokality
- Ruchomperk
- Hrad pod Hrnčířem
- Hlavačov u Chocně
- Hořovice
- Hrad u Kvítkova
- Hrad u Čtyřkol
- Skara
- Vimberk
- Budětice